# Ras el-Hanout

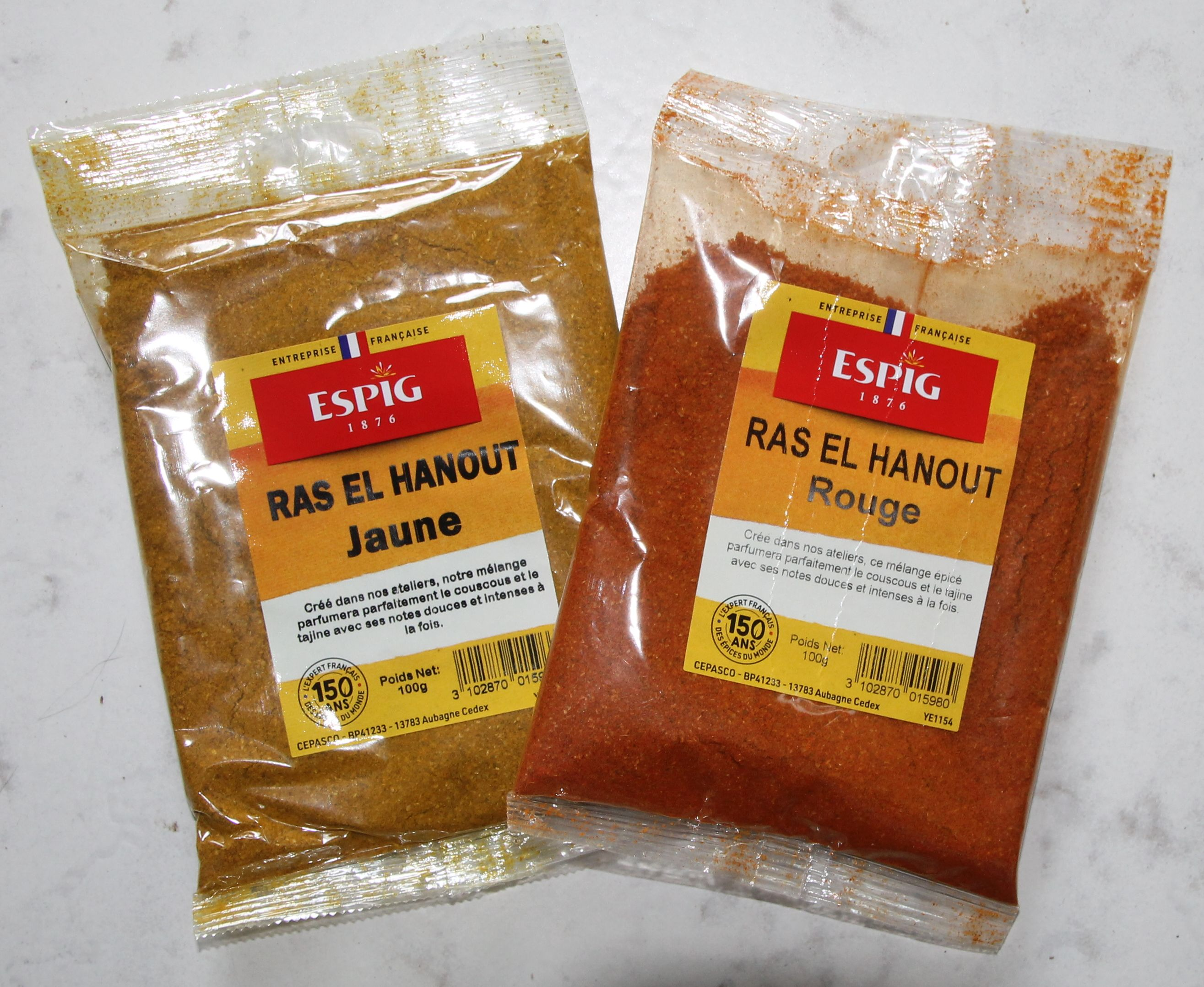
Gelbes und rotes Ras El Hanout

Ras el-Hanout [rɑʔs ælħɑːnuːt] (anhörenⓘ) (arabisch رأس الحانوت, DMG Raʾs al-Ḥānūt, wörtlich: „Oberhaupt des Ladens“ für eine Auslese aus dem Angebot des Gewürzhändlers) ist eine Gewürzmischung, die ihren Ursprung im Maghreb hat und dort für die Zubereitung zahlreicher Speisen verwendet wird. Ras el-Hanout verfeinert Couscous, Bulgur und Reis, aber auch Geflügel, Lamm, Fisch und Gemüse sowie viele andere Gerichte der nordwestafrikanischen Küche. Zum Beispiel ist es ein typisches Gewürz für Schmorgerichte aus der Tajine.
Je nach Rezept und Region besteht Ras el-Hanout aus bis zu etwa 30 verschiedenen gemahlenen Gewürzen. Standardzutaten sind Kreuzkümmel, Koriandersaat, Kurkuma, Ingwer, Kardamom und Muskatnuss. Daneben ist eine Vielzahl weiterer Gewürze üblich, darunter Macis, Galgant, Guineapfeffer, Cayennepfeffer und andere Chilisorten, Zimt, Erdmandel, Langer Pfeffer, Nelken, Rhizome von Schwertlilien, schwarzer Pfeffer, Lavendel, Knospen und Blütenblätter der Damaszener-Rose, Vogelbeeren, Tollkirschen, Fenchelsamen und -blüten, Kubeben-Pfeffer, Mönchspfeffer und Oregano. Die Mischung wird in Tunesien eher mild zubereitet, in Marokko oft etwas schärfer.
Im Handel werden vor allem zwei Arten von Ras el-Hanout angeboten: Gelbes Ras el-Hanout ist reich an Kurkuma und schmeckt frisch, leicht und mild; rotes Ras el-Hanout, das süße Chilischoten enthält, besitzt einen warmen und kräftigen Geschmack.
Viele marokkanische Rezepte sehen zermahlene Spanische Fliegen vor. Die Zugabe dieser giftigen Käfer dient nicht dem Geschmack, sondern als angebliches Aphrodisiakum.